# Yoshinaga Kazuaki
Yoshinaga Kazuaki (sinh ngày 17 tháng 3 năm 1968) là một cầu thủ bóng đá người Nhật Bản.

## Sự nghiệp huấn luyện viên
Yoshinaga Kazuaki đã dẫn dắt Albirex Niigata.